# فینال جام ملت‌های اروپا ۲۰۲۰
فینال جام ملت‌های اروپا ۲۰۲۰ (انگلیسی: UEFA Euro 2020 Final) دیدار نهایی جام ملت‌های اروپا ۲۰۲۰ بود. این مسابقه شانزدهمین فینال جام ملت‌های اروپا محسوب شد که در ۱۱ ژوئیه ۲۰۲۱ در ورزشگاه ومبلی در لندن مابین دو تیم ایتالیا و انگلستان برگزار شد که تیم ملی فوتبال ایتالیا پس از تساوی یک بر یک در نود دقیقه و زمان‌های اضافه موفق شد در ضربات پنالتی ۳–۲ برابر تیم ملی فوتبال انگلستان پیروز به مقام قهرمانی دست پیدا کند.

## در مسیر فینال
| ایتالیا        | ایتالیا            | مرحله       | انگلستان       | انگلستان       |
| -------------- | ------------------ | ----------- | -------------- | -------------- |
| حریف           | نتیجه              | مرحله گروهی | حریف           | نتیجه          |
| ترکیه          | ۳–۰                | بازی اول    | کرواسی         | ۱–۰            |
| سوئیس          | ۳–۰                | بازی دوم    | اسکاتلند       | ۰–۰            |
| ولز            | ۱–۰                | بازی سوم    | چک             | ۱–۰            |
| تیم اول گروه A | تیم اول گروه A     | نتیجه نهایی | تیم اول گروه D | تیم اول گروه D |
| حریف           | نتیجه              | مرحله حذفی  | حریف           | نتیجه          |
| اتریش          | ۲–۱ (و.ا.)         | یک‌هشتم      | آلمان          | ۲–۰            |
| بلژیک          | ۲–۱                | یک چهارم    | اوکراین        | ۴–۰            |
| اسپانیا        | ۱–۱ (و.ا.) (۴–۲ پ) | نیمه نهایی  | دانمارک        | ۲–۱ (و.ا.)     |

### ایتالیا
ایتالیا در مرحله مقدماتی با ۱۰ برد از ۱۰ بازی در گروه J مسابقات جواز صعود به جام ملت‌های اروپا را بدست آورد. ایتالیا در قرعه کشی مراحل گروهی جام ملت‌های اروپا با قرار گرفتن در سید اول، در برابر تیم‌های سوئیس، ترکیه و ولز قرار گرفت. ایتالیا در ابتدا با نتیجه سه بر صفر با گل‌های چیرو ایموبیله، لورنزو اینسینیه و گل به خودی مریه دمیرال موفق شد سه بر صفر از صد ترکیه بگذرد. در بازی دوم نیز با نتیجه سه بر صفر با گل‌های چیرو ایموبیله و دو گل مانوئل لوکاتلی موفق به شکست سوئیس شد. در بازی سوم نیز با تک گل متئو پسینا ولز را مغلوب کرد و موفق شد با سه برد به عنوان تیم اول از گروه A به مرحله حذفی برسد و حریف تیم دوم گروه C یعنی اتریش شد. بعد از ۹۰ دقیقه بازی بین این دو تیم در مرحله یک‌هشتم نهایی بازی به تساوی صفر بر صفر رسید. اما در وقت‌های اضافه ایتالیا موفق شد با گل‌های متئو پسینا و فدریکو کیه‌زا و به مرحله یک چهارم برسد. در این مرحله ایتالیا با تیم مدعی بلژیک قرار گرفت و موفق شد با نتیجه دو بر یک با گل‌های لورنزو اینسینیه و نیکولو بارلا بلژیک را شکست دهد. در نیمه نهایی اسپانیا حریف ایتالیا بود. این دو تیم در ۱۲۰ دقیقه رقابت به نتیجه یک بر یک رسیدند تک گل ایتالیا در وقت‌های معمول را فدریکو کیه‌زا به ثمر رساند. ایتالیا در ضربات پنالتی با درخشش دوناروما موفق شد به فینال رقابت‌ها صعود کند.

### انگلستان
انگلستان در مرحله مقدماتی تنها یک شکست در برابر تیم جمهوری چک داشت و با هفت برد موفق شد به جام ملت‌های اروپا صعود کند. در جام ملت‌های اروپا در گروه D مسابقات با تیم‌های کرواسی، اسکاتلند و جمهوری چک هم گروه شد. در بازی اول موفق شد با تک گل رحیم استرلینگ تیم کرواسی را شکست دهد. در بازی دوم حریف اسکاتلند نشد و به نتیجه تساوی صفر بر صفر رضایت داد. در بازی سوم که بازی سرنوشت سازی برای انگستان بود موفق شد باز هم با نتیجه یک بر صفر و باز هم با تک گل رحیم استرلینگ تیم جمهوری چک را شکست دهد و به عنوان تیم اول گروه حریف تیم دوم گروه F در مرحله بعد شود. در مرحله یک‌هشتم نهایی انگلستان حریف تیم آلمان شد. در این بازی انگلستان موفق شد با دو گل رحیم استرلینگ و هری کین در سد آلمان بگذرد. در مرحله یک چهارم نهایی به مصاف اوکراین رفت که در یک بازی یک طرفه با دو گل هری کین و گل‌های هری مگوایر و جردن هندرسون با چهار گل حریف خود را شکست دهد. این بازی تنها بازی در کل مسابقات بود که انگلیس در آن میزبان بازی نبود. در مرحله نیمه نهایی انگلستان به مصاف دانمارک رفت. در ۹۰ دقیقه این بازی با تساوی یک بر یک و در حالی که تک گل انگلیس توسط یک گل به خودی از دانمارکی‌ها زده شده بود به پایان رسید. در وقت‌های اضافه با یک پنالتی توسط هری کین انگلستان موفق به پیروزی در این بازی و صعود به فینال شد. این اولین حضور تیم انگلستان به عنوان فینالیست در تاریخ جام ملت‌های اروپا می‌باشد.

## مسابقه

### نیمه اول

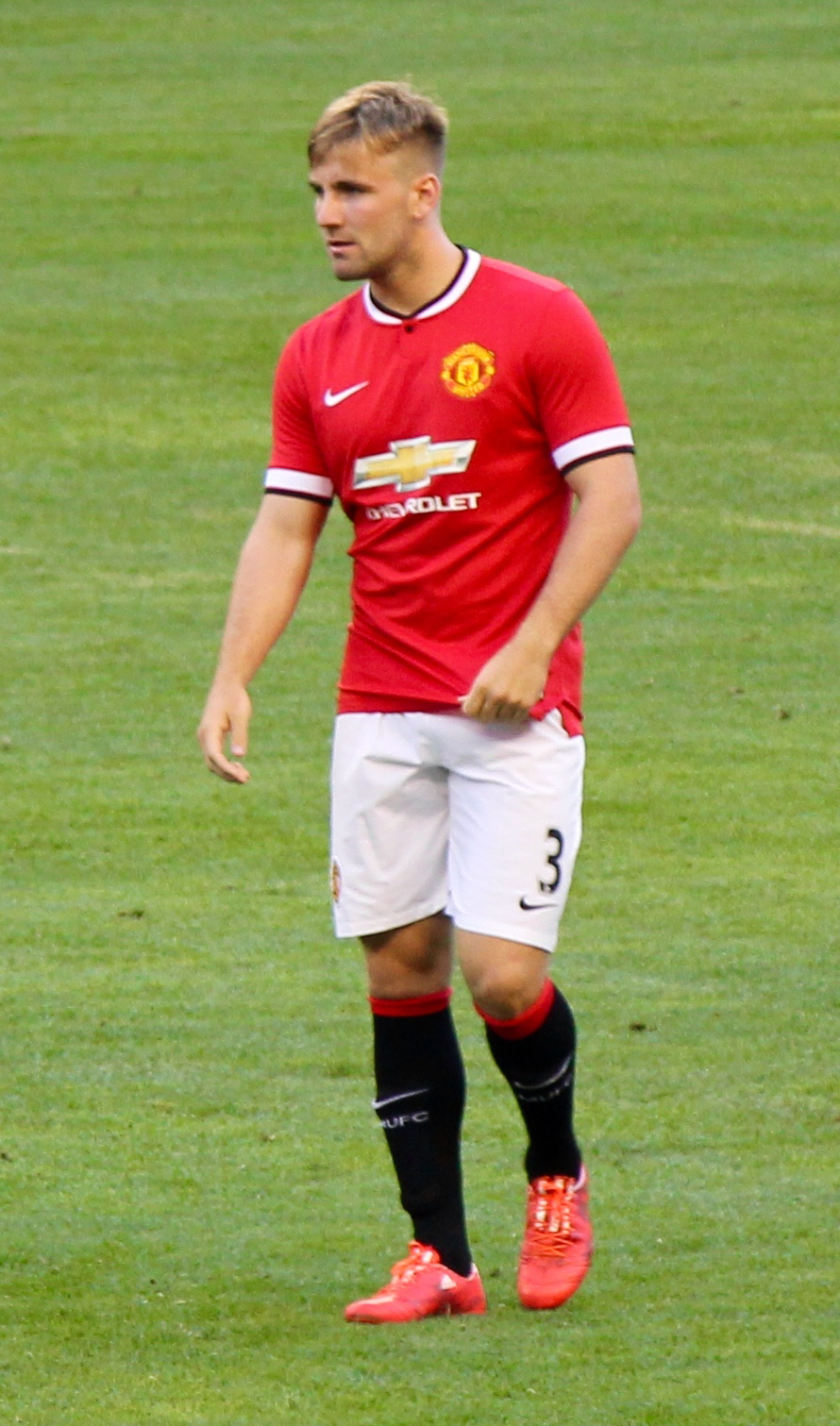
لوک شاو زننده گل اول مسابقه برای انگلستان

بازی در ساعت ۲۰:۰۰ به وقت لندن آغاز شد.در دقیقه دوم بازی هری کین توپ را از زمین انگلستان تا وسط زمین حمل کرد و با یک پاس آن را به کیرن تریپیر در سمت چپ زمین ایتالیا فرستاد. تریپیر با یک سانتر در محوطه جریمه توپ را به لوک شاو سپرد و لوک شاو با یک ضربه توپ را درون دروازه قرار داد تا انگلستان با زدن زودترین گل تاریخ فینال جام ملت های اروپا با یک گل از ایتالیا جلو بیفتد. در دقیقه هشتم مسابقه تیم ایتالیا موفق به گرفتن یک ضربه ایستگاهی پشت محوطه جریمه انگلستان شد. لورنزو اینسینیه پشت این ضربه قرار گرفت اما توپ با اختلافی اندک از کنار دروازه انگلستان به بیرون رفت. در دقیقه بیست و هفتم مسابقه شوت لورنزو اینسینیه با اختلاف از کنار دروازه جردن پیکفورد به بیرون رفت. در سی و پنجمین دقیقه مسابقه فدریکو کیه‌زا از اواسط زمین مسابقه توپ را بدست آورد و با جا گذاشتن مدافعین تیم انگلستان به پشت محوطه جریمه رسید و باز شوت زدن به سمت دروازه با اختلاف بسیار کم توپ را به بیرون زد. در آخرین دقایق نیمه اول سانتر کیه‌زا به محوطه جریمه توسط مدافعین انگلستان برگشت داده شد و در برگشت شوت مارکو وراتی در دستان جردن پیکفورد قرار گرفت.

### نیمه دوم

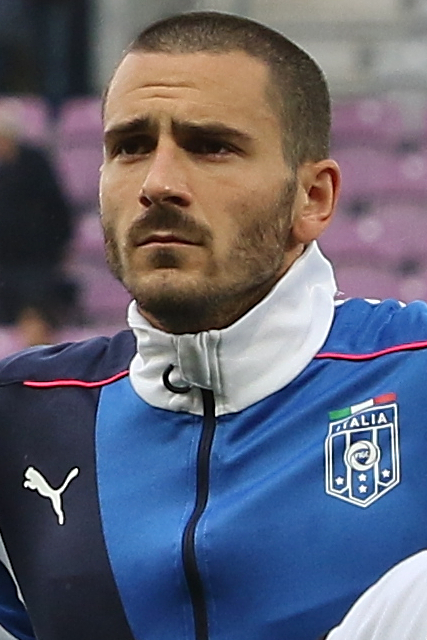
لئوناردو بونوچی زننده گل مساوی ایتالیا

نیمه دوم بازی با حملات انگلستان آغاز شد. در اولین حمله رحیم استرلینگ به سمت محوطه جریمه حمله کرد که لئوناردو بونوچی و جانلوئیجی دوناروما با همکاری هم توپ را از وی گرفتند. بازیکنان انگلستان معتقد بودند که بونوچی در این لحظه مرتکب خطای پنالتی شده است اما بیورن کویپرس داور هلندی بازی اعتقادی به خطای پنالتی نداشت. در دقیقه پنجاه و یکم مسابقه ایتالیا همانند نیمه اول صاحب موقعیت ضربه ایستگاهی پشت محوطه جریمه انگلستان شد که این ضربه نیز توسط لورنزو اینسینیه از بالای دروازه به بیرون رفت. در دقیقه پنجاه و ششم مسابقه کیه‌زا توپ را در محوطه جریمه انگلستان به اینسینیه سپرد و اینسینیه در حالت زاویه بسته به دروازه انگلستان شوت زد اما این ضربه توسط پیکفورد دفع شد. در شصت و دومین دقیقه مسابقه باز هم فدریکو کیه‌زا با یک حرکت در عرض محوطه جریمه انگلستان یک موقعیت شوت زنی پیدا کرد اما شوت وی باز هم توسط جردن پیکفورد دفع شد. یک دقیقه بعد تیم انگلستان صاحب یک کرنر شد.این کرنر توسط تریپیر به سمت محوطه جریمه ارسال شد که ضربه سر جان استونز با اختلافی اندک از بالای دروازه دوناروما به بیرون رفت. در شصت و هفتمین دقیقه مسابقه تیم ایتالیا صاحب یک ضربه کرنر شد. کرنر توسط برایان کریستانته به محوطه جریمه ارسال شد و به مارکو وراتی رسید. وراتی با یک ضربه توپ را به تیرک دروازه زد و در برگشت لئوناردو بونوچی در لبه دروازه موفق باز کردن دروازه انگلستان شد. این گل باعث شد دو تیم یک بر یک مساوی شوند. همچنین این گل توسط بونوچی باعث شد تا وی به عنوان مسن ترین گلزن تاریخ فینال جام ملت های اروپا قرار بگیرد. در هفتاد و دومین دقیقه مسابقه بونوچی با یک پاس مستقیم دومنیکو براردی را در موقعیت تک به تک قرار داد اما ضربه براردی خارج از چارچوب دروازه قرار گرفت. گرت ساوثگیت مربی انگلستان بوکایو ساکا را به جای تریپیر وارد زمین کرد و باعث شد تیم انگلستان هجومی تر شود. در آخرین ثانیه های بازی در نیمه دوم مسابقه ساکا صاحب یک موقعیت خوب شد اما کیه لینی کاپیتان و مدافع ایتالیا با کشیدن پیراهن وی و قبول کارت زد جلو این موقعیت خطرناک را گرفت.

### وقت اضافه
روبرتو مانچینی با تعویض هایی که انجام داد سه بازیکن هجومی خود را کامل تعویض کرد کیه زا، اینسینیه و ایموبیله بیرون رفتند و فدریکو برناردسکی، آندرا بلوتی و براردی حال در حمله ایتالیایی ها حضور داشتند. .در دقیقه ۹۶ مسابقه شوت از راه دور کالوین فیلیپس با اختلاف اندک از کنار دروازه ایتالیایی ها به بیرون رفت. در صد و سومین دقیقه مسابقه سانتر خطرناک امرسون پالمیری موقعیت خطرناکی را برای فدریکو برناردسکی ایجاد کرد که جردن پیکفورد مانع از ورود توپ به درون دروازه شد. در صد و ششمین دقیقه مسابقه یک ضربه ایستگاهی پشت محوطه جریمه انگلستان برای تیم ایتالیا اعلام شد. فدریکو برناردسکی پشت این ضربه قرار گرفت اما با وجودی که ضربه به درون چارچوب بود توسط جردن پیکفورد مهار شد. در آخرین دقایق مسابقه در وقت های اضافه الساندرو فلورنزی برای ایتالیا و مارکوس راشفورد و جیدون سانچو برای انگلستان به بازی آمدند تا در ضربات پنالتی مورد استفاده قرار بگیرند.

### ضربات پنالتی
اولین ضربه پنالتی برای تیم ایتالیا توسط دومنیکو براردی زده شد که بر خلاف جهت حرکت جردن پیکفورد وارد دروازه شد. اولین زننده ضربه برای تیم ملی انگلستان هری کین کاپیتان این تیم بود. ضربه هری کین با وجود اینکه دوناروما به سمت توپ رفت وارد دروازه شد تا هر دو تیم در ضربات پنالتی یک گل زده باشند. ضربه دوم ایتالیا توسط آندره‌آ بلوتی به سمت دروازه زده شد اما توسط جردن پیکفورد مهار شد. دومین ضربه تیم انگلستان را هری مگوایر زد که به طاق دروازه زد و انگلستان را در یک قدمی قهرمانی قرار داد. ضربه سوم تیم ایتالیا توسط لئوناردو بونوچی زده شد. بونوچی که یک بار در طول بازی موفق به زدن گل به پیکفورد شد این بار هم موفق شد توپ را درون دروازه قرار دهد. ضربه سوم تیم ملی انگلستان توسط مارکوس راشفورد زده شد که با وجودی که بر خلاف جهت دوناروما زد توپ به تیرک دروازه خورد و راهی به درون دروازه پیدا نکرد. هر دو تیم دوباره در ضربات پنالتی مساوی شدند. پنالتی چهارم ایتالیا توسط فدریکو برناردسکی به وسط دروازه زده شد و پیکفورد قادر به گرفتن توپ نشد. پنالتی چهارم انگلستان توسط جیدون سانچو زده شد. سانچو که همانند رشفورد در اواخر وقت اضافه به بازی آمد، همانند رشفورد قادر به باز کردن دروازه ایتالیا نشد. توپ سانچو به درستی توسط دوناروما تشخیص داده شد و این دروازه‌بان توپ را گرفت. آخرین ضربه پنالتی ایتالیا توسط جورجینیو زده شد. ضربه جورجینیو توسط پیکفورد به درستی تشخیص داده شد. حال انگلستان اگر پنالتی آخر را گل می کرد می توانست به بازی برگردد و کار به ضربات تک پنالتی کشیده شود. پنالتی آخر توسط یکی از جوان ترین بازیکنان انگلستان بوکایو ساکا زده شد. این توپ نیز توسط دوناروما مهار شد تا ایتالیا قهرمان جام ملت های اروپا ۲۰۲۰ شود.

## جزئیات مسابقه
| ایتالیا                                                                         | ۱–۱ (و.ا.) | انگلستان                                                         |
| ------------------------------------------------------------------------------- | ---------- | ---------------------------------------------------------------- |
| - لئوناردو بونوچی ۶۷'                                                           | گزارش      | - لوک شاو ۲'                                                     |
| ضربات پنالتی                                                                    |            |                                                                  |
| - دومنیکو براردی - آندره‌آ بلوتی - لئوناردو بونوچی - فدریکو برناردسکی - ژورژینیو | ۳–۲        | - هری کین - هری مگوایر - مارکوس رشفورد - جیدون سانچو - بوکی ساکا |

| ایتالیا | انگلستان |

| GK             | ۲۱ | جانلوئیجی دوناروما |       |      |
| RB             | ۲  | جووانی دی لورنتزو  |       |      |
| CB             | ۱۹ | لئوناردو بونوچی    | '۵۵   |      |
| CB             | ۳  | جورجو کیه‌لینی (ک)  | '۹۰+۶ |      |
| LB             | ۱۳ | امرسون پالمیری     |       | '۱۱۸ |
| DM             | ۸  | جورجینیو           | '۱۱۴  |      |
| CM             | ۱۸ | نیکولو بارلا       | '۴۷   | '۵۴  |
| CM             | ۶  | مارکو وراتی        |       | '۹۶  |
| RW             | ۱۴ | فدریکو کیه‌زا       |       | '۸۶  |
| LW             | ۱۰ | لورنزو اینسینیه    | '۸۴   | '۹۱  |
| CF             | ۱۷ | چیرو ایموبیله      |       | '۵۴  |
| تعویض ها:      |    |                    |       |      |
| MF             | ۱۶ | برایان کریستانته   |       | '۵۴  |
| FW             | ۱۱ | دومنیکو براردی     |       | '۵۴  |
| MF             | ۲۰ | فدریکو برناردسکی   |       | '۸۶  |
| FW             | ۹  | آندره‌آ بلوتی       |       | '۹۱  |
| MF             | ۵  | مانوئل لوکاتلی     |       | '۹۶  |
| DF             | ۲۴ | الساندرو فلورنزی   |       | '۱۱۸ |
| سرمربی:        |    |                    |       |      |
| روبرتو مانچینی |    |                    |       |      |

| GK          | ۱  | جردن پیکفورد  |      |      |      |
| CB          | ۲  | کایل واکر     |      | '۱۲۰ |      |
| CB          | ۵  | جان استونز    |      |      |      |
| CB          | ۶  | هری مگوایر    | '۱۰۶ |      |      |
| RWB         | ۱۲ | کیرن تریپیر   |      | '۷۰  |      |
| LWB         | ۳  | لوک شاو       |      |      |      |
| CM          | ۱۴ | کالوین فیلیپس |      |      |      |
| CM          | ۴  | دکلان رایس    |      | '۷۴  |      |
| RW          | ۱۹ | میسون ماونت   |      | '۹۹  |      |
| LW          | ۱۰ | رحیم استرلینگ |      |      |      |
| CF          | ۹  | هری کین (ک)   |      |      |      |
| تعویض ها:   |    |               |      |      |      |
| MF          | ۲۵ | بوکایو ساکا   |      | '۷۰  |      |
| MF          | ۸  | جوردن هندرسون |      | '۷۴  | '۱۲۰ |
| MF          | ۷  | جک گریلیش     |      | '۹۹  |      |
| FW          | ۱۱ | مارکوس رشفورد |      |      | '۱۲۰ |
| MF          | ۱۷ | جیدون سانچو   |      | '۱۲۰ |      |
| سرمربی:     |    |               |      |      |      |
| گرت ساوتگیت |    |               |      |      |      |

| داور بیورن کویپرس(هلند) کمک داوران: ساندر فن روکل (هلند) اروین زینسترا (هلند) داور چهارم: کارلوس دل سرو (اسپانیا) کمک داور ذخیره: خوان کارلوس خیمنز (اسپانیا) کمک داور ویدئویی: باستیان دانکرت (آلمان) دستیار کمک داور ویدئویی: پل فن بوکل (هلند) کریستین گیتلمن (آلمان) مارکو فریتز (آلمان) | قوانین بازی - ۹۰ دقیقه مسابقه - ۳۰ دقیقه وقت اضافه در صورت تساوی - ضربات پنالتی در صورت تساوی در ۱۲۰ دقیقه - هر تیم فقط ۲۳ بازیکن می‌تواند برای بازی معرفی کند (داخل زمین، نیمکت ذخیره) - حداکثر پنج تعویض در ۹۰ دقیقه، در صورت رفتن به ۱۲۰ دقیقه هر تیم قادر به انجام تعویض ششم. |

| قهرمان اروپا ۲۰۲۰     |
| --------------------- |
| ایتالیا               |
| ایتالیا دومین قهرمانی |

## آمار بازی
| آمار            | ایتالیا | انگلستان |
| --------------- | ------- | -------- |
| گل زده          | ۰       | ۱        |
| تعداد شوت ها    | ۶       | ۱        |
| شوت داخل چارچوب | ۱       | ۱        |
| سیو ها          | ۰       | ۱        |
| مالکیت توپ      | ۶۲٪     | ۳۸٪      |
| کرنر            | ۱       | ۲        |
| خطا             | ۶       | ۵        |
| آفساید          | ۲       | ۱        |
| کارت زرد        | ۰       | ۰        |
| کارت قرمز       | ۰       | ۰        |

| آمار            | ایتالیا | انگلستان |
| --------------- | ------- | -------- |
| گل زده          | ۱       | ۰        |
| تعداد شوت ها    | ۹       | ۳        |
| شوت داخل چارچوب | ۴       | ۰        |
| سیو ها          | ۰       | ۳        |
| مالکیت توپ      | ۶۵٪     | ۳۵٪      |
| کرنر            | ۱       | ۲        |
| خطا             | ۱۰      | ۲        |
| آفساید          | ۰       | ۰        |
| کارت زرد        | ۴       | ۰        |
| کارت قرمز       | ۰       | ۰        |

| آمار            | ایتالیا | انگلستان |
| --------------- | ------- | -------- |
| گل زده          | ۰       | ۰        |
| تعداد شوت ها    | ۵       | ۲        |
| شوت داخل چارچوب | ۱       | ۰        |
| سیو ها          | ۰       | ۱        |
| مالکیت توپ      | ۵۷٪     | ۴۳٪      |
| کرنر            | ۱       | ۱        |
| خطا             | ۵       | ۶        |
| آفساید          | ۳       | ۰        |
| کارت زرد        | ۱       | ۱        |
| کارت قرمز       | ۰       | ۰        |

| آمار            | ایتالیا | انگلستان |
| --------------- | ------- | -------- |
| گل زده          | ۱       | ۱        |
| تعداد شوت ها    | ۲۰      | ۶        |
| شوت داخل چارچوب | ۶       | ۱        |
| سیو ها          | ۰       | ۵        |
| مالکیت توپ      | ۶۲٪     | ۳۸٪      |
| کرنر            | ۳       | ۵        |
| خطا             | ۲۱      | ۱۳       |
| آفساید          | ۵       | ۱        |
| کارت زرد        | ۵       | ۱        |
| کارت قرمز       | ۰       | ۰        |